# Владислав Граматик
Владислав Граматик или дијак Владислав је био српски књижевник и писар (дијак) из XV века.  Он је од 21. новембра 1456. до 11. новембра 1457. године саставио „Зборник“ у Младом Нагоричину, затим за Димитрија Кантакузина у манастиру Матејићу и 1479. године још један „Зборник“ који се данас чува у Рилском манастиру. Почетком осамдесетих година XV века му се губи сваки траг у изворима.

## Први зборник
На основу податак у самом „Зборнику“, познато нам је да га је преписивао „у Нагоричину Младом в дому Николе Спанчевића“. Рад на њему трајао је скоро годину дана, од 21. новембра 1456. до 11. новембра 1457. године. На крају свог записа он се потписао речима: „Владислав дијак писа књигу сију (ову) от Новога Брда“, па се не зна да ли је он био из Новог Брда или је одатле узео рукопис да преписује.

## Други зборник
Свој други „Зборник“, Владислав је преписивао за Димитрија Кантакузина у манастиру Пресвете Богородице у селу Матејче код данашњег Куманова на Скопској Црној Гори. У њему је имао „жилиште (стан) и пребивалиште“ 1472/1473. и 1479. године.

## Трећи зборник
Његов трећи „Зборник“ је рађен 1479. године и данас се налази у Рилском манастиру. Он је у њега, поред осталог, његове списе:
- O обнови Рилског манастира
- О преносу моштију Јована Рилског (из Трнова у Рилски манастир 1469. године) и то другу (његову) редакцију (прва је написана одмах после преноса)

Поред тога, ставио је и спис Димитрија Кантакузина:
- O житију укратко Јована Рилског c похвалом малом и o преносу моштију његових

У потпису тог „Зборника“, он се назива Граматиком и под тим називом је и познат у историји старе српске књижевности.

## Превод на савремени српски језик
- Списи Димитрија Кантакузина и Владислава Граматика. Приредила Јасмина Грковић–Мејxор, Просвета, СКЗ, 1993, Стара српска књижевност у 24 књиге, књ. 14.